# Невиль, Франсуа
Франсуа Невиль (фр. François Neuville 24 ноября 1912, Флемаль, Валлония — 12 апреля 1986, Дадизеле, Фламандский регион) — бельгийский профессиональный шоссейный велогонщик в 1935-1949 годах. Победитель этапа на Тур де Франс (1938) и многодневной велогонки Тур Бельгии (1938).

## Достижения
1935
5-й Тур Бельгии — Генеральная классификация
1936
3-й Тур Фландрии
1938
1-й Тур Бельгии — Генеральная классификация
1-й — Этап 4b
1-й — Этап 20c Тур де Франс
4-й Флеш Валонь
6-й Чемпионат мира — Групповая гонка (проф.)
1941
10-й Флеш Валонь
1942
1-й Circuit de France — Генеральная классификация
1-й — Этап 4
6-й Флеш Валонь
1943
10-й Гран-при Наций
1946
6-й Дварс дор Фландерен
1948
2-й Париж — Брест — Париж

## Статистика выступлений

### Гранд-туры
| Гранд-тур                 | 1935 | 1936 | 1937 | 1938 | 1939 |
| ------------------------- | ---- | ---- | ---- | ---- | ---- |
| Джиро д’Италия            | —    | —    | —    | —    | —    |
| Тур де Франс              | НФ   | 19   | —    | 17   | 27   |
| (c 2010 ) Вуэльта Испании | —    | —    | НП   | НП   | НП   |

| —  | Не участвовал               |
| НП | Соревнование не проводилось |
| НФ | Не финишировал              |